# Tau Ceti f
Tau Ceti f é um exoplaneta não confirmado que pode estar nas proximidades do Sol orbitando um estrela chamada "Tau Ceti", localizada a 12 anos-luz do Sol, na constelação de Cetus. É o planeta mais exterior em distância de sua estrela no seu sistema planetário. O planeta é notável devido à sua possível habitabilidade e propriedades semelhantes à Terra, com um Índice de Similaridade com a Terra de 0,71 e uma órbita que o coloca na prolongado zona habitável de Tau Ceti.

## Visão geral
Como os outros quatro planetas de seu sistema, foi detectado através da realização de análises estatísticas dos dados de variações da estrela em velocidade radial, que por sua vez foram obtidos usando o HIRES, o AAPS e o HARPS.
O planeta orbita na parte externa da zona habitável, a uma distância de 1,35 ua (ligeiramente mais perto que Marte ao Sol no nosso sistema solar), com um período orbital de 642 dias. Com uma massa mínima de 6,6 massas da Terra, é provavelmente uma Super-Terra e, assumindo que seria composto por rocha e água, seria 2,3 vezes maior que a Terra. Assumindo uma atmosfera como a da Terra, a temperatura média da superfície seria de -40 °C (233 K), no entanto, se tiver uma atmosfera ainda mais densa capaz de produzir um forte efeito de estufa, a temperatura seria muito mais elevada com temperaturas entre 0 °C e 50 °C, sendo capaz de se desenvolver vida complexa.